# Коста-Тропикаль

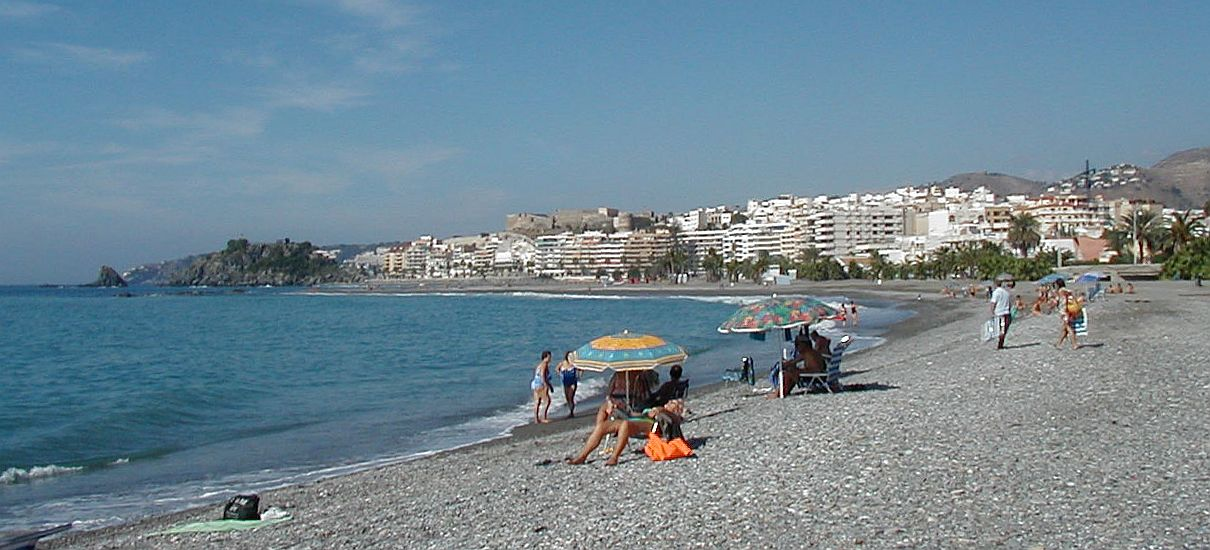
Пляж в Альмуньекаре

Коста-Тропикаль (исп. Costa Tropical) — район (комарка) в Испании, входит в провинцию Гранада в составе автономного сообщества Андалусия. Побережье Коста-Тропикаль, которое переводится как «Тропический берег», находится между побережьями Коста-де-Альмерия и Коста-дель-Соль в провинции Гранада. Протяженность береговой линии — более 100 км от Ла-Эррадуры на западе до Ла-Рабиты на востоке.

## Муниципалитеты
1. Альбондон
2. Альбуньоль
3. Ла-Рабита
4. Альмуньекар
5. Ла-Эррадура
6. Велилья-Тарамай
7. Гвальчос
8. Кастель-де-Ферро
9. Итрабо
10. Хете
11. Лентехи
12. Лос-Гвахарес
13. Лухар
14. Мольвисар
15. Мотриль
16. Пуэрто-де-Мотриль
17. Торренуэва (Гранада)
18. Карчуна
19. Калаонда
20. Отивар
21. Полопос
22. Ла-Мамола
23. Кастильо-де-Баньос
24. Ла-Гвапа
25. Аса-дель-Триго
26. Рубите
27. Салобрения
28. Сорвилан
29. Велес-де-Бенаудалья

1. ↑  https://www.ine.es/dynt3/inebase/index.htm?padre=525